# Grippe aviaire en Indonésie
 (janvier 2018).
Le virus H5N1 de la grippe aviaire présentait jusqu'en 2004 en Asie un pic de novembre à mars, mais en 2004, une seconde vague de flambées a repris en juillet-août malgré les mesures sanitaires. Moins sévère, cette vague a cependant inquiété les experts, car le virus y acquiert progressivement des caractéristiques éventuellement pré-pandémiques, alors que la volaille est particulièrement difficile à surveiller dans un archipel fragmenté où seraient élevés environ 300 millions de poulets de basse-cour par 30 millions environ de familles. De plus le commerce des poulets ou canetons de 1 jour s'est développé dans le pays.
Un variant du virus semble avoir trouvé une nouvelle niche écologique dans ces élevages et devient quasi-endémique en Asie, touchant une surface de plus en plus vaste et augmentant ainsi ses chances de muter, ou se recombiner avec un virus de la grippe saisonnière pour devenir plus contagieux pour l'homme, tout en conservant une forte pathogénicité.
Autre fait inquiétant : en 2006, une souche humaine du virus H5N1 semble diverger de la souche aviaire en Indonésie. La grande majorité des virus humains indonésiens séquencés les 6 premiers mois de 2006 avaient un site de clivage différent sur le gène Ha, de type RESRRRKKR (insertion d’un S) que les virologues n'ont trouvé que dans le génome de virus humains récents, et chez un chat, mais jamais chez des virus aviaires, y compris autour des foyers humains. Cette séquence nouvelle n’a pas non plus été trouvé dans aucun des isolat des bases de données (GenBank et Los Alamos) venant d'autres pays. Elle ne semble pas a priori avoir rendu le virus plus dangereux, mais laisse penser que les cas humains du printemps et de l’été 2006 ne sont pas liés à la volaille, ce qui pose question.
L’Indonésie est un des pays où les situations sanitaires et vétérinaires sont jugées les plus préoccupantes en 2006. 
 Ce pays vaste et fragmenté est situé sur d'importantes voies migratoires pour les oiseaux, dont l'une concerne l'Alaska au Nord et l'Australie au Sud. 

De nombreux cas ont pu être confondus avec le paludisme ou la dengue qui sévissent dans ces régions. Avec un mort tous les deux jours et demi en mai 2006, l'Indonésie est devenu le pays le plus touché par le H5N1 après le Viêt Nam.
Au 9 juin 2006, il y avait eu en six mois 32 humains reconnus infectés (depuis janvier 2006), dont 26 sont morts). 
Mi 2006, depuis le début de l’épidémie, 50 indonésiens ont été officiellement infectés (dont 38 sont morts). 
En août 2006, l'Indonésie a dépassé le Viêt Nam pour le nombre de morts.

De plus, le nombre de cas humains et animaux y a probablement été (très ?) sous-estimé.
 
220 millions d'habitants sont éparpillés les 17 000 îles d'Indonésie dont 6 000 habitées, avec de nombreux gouvernements locaux et autorités traditionnelles et/ou religieuses qui interfèrent. Cette situation, ajoutée à un niveau réputé élevé de corruption et à certains trafics (bois, animaux..) rendent très difficiles les contrôles par le gouvernement central, l'OMS et l'OIE, d’autant que les services vétérinaires indonésiens ne disposent pas d’un réseau couvrant les 6 000 km d'est en ouest du territoire.
 Le contexte d'activité sismique élevée et « post-Tsunami » ne facilite pas le travail de terrain.
En juin 2006, 4 infirmières ont déclaré des symptômes grippaux après avoir soigné des malades dont deux sont morts du H5N1. Leurs tests ont donné des résultats négatifs, mais certains se demandent s’il y a eu tests sanguins et pas seulement analyse d’écouvillonnages nasaux ou buccaux (le virus peut ne se développer que dans le fond des poumons).
Le pays est mal préparé :
L'OMS avait recommandé des stocks d'antivirus pour 25 % de la population, mais l'Indonésie ne disposait que d'à peine 30 000 doses de Tamiflu fin 2005.
Le gouvernement disposait mi-juin 2006 60 millions de doses de vaccins pour volailles, mais il en faudrait plus de 300 millions reconnaît-il. De plus, le vaccin industriel est adapté aux éleveurs industriels, mais pas aux particuliers, et s'il est mal utilisé, sans volailles sentinelles, il pourrait cacher des foyers d'infection avicole.

## Le dispositif en 2006
Les soins hospitalier sont gratuits avec une priorité pour les personnes testées positives au H5N1. 
Un dispositif de tests sur les animaux est actif autour de la capitale, Djakarta où ont été détectés les cas humains les plus nombreux. 
Un dispositif de tests aléatoires concerne les provinces les plus peuplées, dont l'île de Java où il faut dans le même temps réparer les dégâts du volcan du Merapi.
Une nouvelle loi d'urgence devrait permettre aux autorités d'intervenir plus facilement
Le pays fait partie de l'ASEAN, qui organise des exercices et développe la coopération.

## Budgets
À Jakarta en juin 2002, lors de la conférence internationale sur la grippe aviaire, l'Indonésie a demandé à l'ONU une aide de 900 millions de dollars pour les 3 ans à venir.

## Contexte aggravant
De janvier à avril 2004, le pays est victime d'une grande flambée de dengue (plus de 58 000 cas et plus de 650 morts) qui a été traité en priorité par les services sanitaires. La grippe aviaire a lors pu s’étendre discrètement dans les élevages (pas de données concernant les oiseaux sauvages). 
Il y aurait environ 1,3 milliard de poulets (début 2006) dans le pays, qui vivent depuis toujours avec la population. Les combats de coqs sont populaires. 
La sensibilisation semble difficilement pénétrer les communautés éloignées de paysans. Selon Jakarta Post (11 août 2006), beaucoup d’indonésiens pensent encore que le H5N1 n’existe pas. Faute d'information officielle gagnant les campagnes, début 2006, les habitants ne savent généralement pas si le virus est (encore) présent, ni s’il a été maîtrisé ou s’il faut traiter ou vacciner, si du Tamiflu est disponible, ou s’il vaut mieux tuer les oiseaux ou les vacciner. On ignore les précautions à prendre pour l’élevage ou la mise à mort et préparation des volailles, pour la désinfection des poulaillers, ou la gestion des abats, etc. Les fonctionnaires du pays semblent eux-mêmes donner des avis divergents, quand ils sont informés de la stratégie nationale ou locale que d'aucuns jugent peu claire.
Le gouvernement central est accusé de n’avoir souvent presque rien fait quand les poulets commençaient à mourir. Il n’a pas selon la presse fait de rapports publics sur le sujet, mais les médias eux-mêmes reconnaissent n’avoir pas relayé le travail de la Commission nationale sur la grippe aviaire créée en 2006, dont le Djakarta Post, qui en août 2006 appelle de ses vœux une information « constante, alarmiste et instructive » plutôt que « fragmentaire, confuse et tardive ».
L'exploitation effrénée de la forêt et des écosystèmes localement très dégradés favorisent les maladies émergentes. 
Le tourisme commence à se développer, y compris pour les Indonésiens eux-mêmes ajoutant ses flux à ceux engendrés par l'exode rural et les trajets domicile-travail. 
Les échanges commerciaux et flux de véhicules sont intenses, alors que les villes sont caractérisées par une population dense, nombreuse et vivant dans une forte promiscuité, y compris avec les volailles.

Le volcan du Merapi qui a détruit une partie du centre de Java le 27 mai 2006 continue à expulser des nuées ardentes, des laves et des nuages de gaz sulfureux. Des tremblements de terre sont fréquents, et le contexte de l'après-tsunami ne facilite pas la bonne gestion des élevages.

Des élevages industriels de poussins de 1 jour ont été délocalisés d'occident dans ce pays.

Le contexte politique n'est pas favorable à la transparence et à l'efficacité. 
Les efforts du gouvernement n'ont pas été à la mesure du problème. La Banque asiatique de développement estimait en avril 2006 que seuls 14 millions de dollars (11 millions d'euros) avaient été affectés à la lutte contre la grippe aviaire, alors que le gouvernement lui-même reconnaissait qu’au moins 30 fois plus étaient nécessaires.
- L’ONU évalue le besoin d’aide d’urgence à 103 millions de dollars (78 millions d'euros) dans les 6 mois.
- L’OMS estime que ce gouvernement et les organisations internationales présentes dans le pays de 220 millions d'habitants, éparpillés sur 17 000 îles n’ont pas les moyens d’agir, étant notamment freinés par un triple niveau d’autorité, local, régional et national.

## Chronologie

### Avant2006
- Mercredi 20 juillet 2005 : 3 premiers décès imputés au H5N1 sont enregistrés dans le pays (un père et ses 2 filles tombés malades début juillet 2005). 
Des porcs sont abattus près de Jakarta (ce qui n'avait été fait dans aucun autre pays), pour freiner l'épidémie due au H5N1. Selon la presse, il était question de d'abord tuer 200 animaux, chiffre diminué à la suite de querelles entre responsables sur les moyens de limiter la maladie.
- Dimanche 24 juillet 2005 : Dix-huit porcs, atteints du virus H5N1 ont été tués dimanche dans deux exploitations agricoles des faubourgs de Djakarta selon la presse

### 2006
- Vendredi 24 février 2006 : 19e victime confirmée : un homme de 23 ans, mort à Jakarta 10 jours auparavant.
- Samedi 25 février 2006 : 20e victime confirmée : une femme de 27 ans (Yulia) morte lundi 20 février 2006, mais dont le décès n’a été annoncé que mercredi 22 (Source : ministère indonésien de la santé).
- Mercredi 1er mars 2006 : À Bandung, selon le journal le nombre de malades suspectés de grippe aviaire est passé de 11 à 66.
- Jeudi 2 mars 2006 : Dans l’île de Batam, on pulvérise des désinfectant dans le village de Panglong (district de Nongsa) après que des tests en laboratoire ont montré que des volailles étaient atteintes du H5N1 (sur au moins huit poulets trouvés morts avec les têtes bleues et gonflées)

Les autorités indonésiennes informent qu'un garçon de 10 ans (Nandya Kurniawan) et sa sœur de 13 ans (Hanif Cahaya Fitri), sont morts dans la province de Java, avec des symptômes proches de ceux de la grippe aviaire après que les deux enfants eurent des contacts avec des poulets malades dans un élevage voisin. Le garçonnet est mort le mardi 28 février 2006 à l'hôpital de Boyolali, sa ville natale, au sud de Solo et sa sœur est morte le lendemain mercredi 1er mars 2006 au soir, après neuf jours de traitement à l'hôpital Moewardi de la ville de Solo. Des analyses doivent confirmer la cause du décès.
- Vendredi 3 mars 2006 Sous réserve de confirmation par l’OMS, un garçonnet de trois ans semble mort de la grippe aviaire dans le centre de l'île de Java, après avoir apparemment été en contact avec des volailles. Ce serait dans ce cas la 21e victime.

Les autorités n’auraient pas massivement abattu les volailles des zones touchées, arguant d'un manque de fonds.
Le journal Jakarta Post annonce une augmentation à « un taux alarmant » du nombre de cas humains suspects de grippe aviaire à :
- Surakarta au centre de Java,
- Madiun et à Malang dans l’Est de Java
- Dans l’île de Batam dans l’archipel de Riau, formé de 3214 îles et îlots.

Plusieurs cas auraient été en contact avec des volailles ou des cailles. Le journal ajoute que des milliers de cailles mortes chaque jour ont été jetées dans un fleuve voisin. L’administration demande alors à la population de la prévenir en cas de mortalité massive de volailles.
A Madium, un enfant de 12 ans est encore dans un état grave. Et à Malang un enfant de sept ans est hospitalisé avec les symptômes du H5N1.
- Lundi 6 mars 2006, la presse annonce deux nouveaux morts avec des symptômes évoquant la grippe aviaire :

1. Yani Mulyani, habitant Jakarta, âgée de 25 ans et enceinte de cinq mois, qui avait été en contact avec six volailles malades, morte le lundi 6 mars 2006, et
2. un garçon de 10 ans habitant dans le district de Boyolali au centre de l'île de Java, mort le samedi 4 mars 2006.

- Vendredi 10 mars 2006 : L’OMS confirme qu’un garçon de 3 ans soigné depuis presque une semaine à Semarang (Java) est mort du H5N1 ainsi qu’une fillette de 12 ans morte le 1er mars 2006 à Solo également sur l’île de Java), portant à 22 le nombre de morts recensés dans ce pays.
- Lundi 13 mars 2006 : Le Ministère de la Santé confirme que le H5N1 est à l'origine de la mort le 1er mars 2006 d'une adolescente de 12 ans de Boyolali (Java Centre). Les premiers symptômes (fièvre) datent du 19 février 2006, quelques jours après que des poulets sont morts dans l'élevage familial. Elle n'a été hospitalisée que le 23 mars 2006.

* Son frère âgé de 10 ans, était tombé malade le 19 février et mort le 28, mais ses symptômes avaient conduit au diagnostic d'une dengue hémorragique, sans recherche du H5N1. On ne peut donc savoir s'il y a eu co-infection par la dengue et le H5N1 pour ce cas.
* L'enquête épidémiologique n'a pas trouvé d'autres cas dans le village, mais des virus de sous-type H5 ont été trouvés chez les poulets de la famille.
1. Ce nouveau cas confirmé, porte le total en Indonésie s'élève désormais à 29 cas, dont 22 mortels.
2. Au moins vingt deux provinces (sur 32) sont touchées.
3. Le virus est présent sur les plus grandes îles (Java, Sumatra, Sulawesi…).

- Vendredi 31 mars 2006 : Selon les autorités sanitaires, une fillette d'un an habitant l'Ouest de la capitale est morte le 23 mars du H5N1 à Jakarta. Le laboratoire de référence OMS de Hong Kong a confirmé les analyses. Ce serait le 23e mort dans le pays.

Curieusement, 50 % environ des cas humains repérés vivaient à Jakarta ou dans cette région, alors qu’environ 30 millions de foyers indonésiens élèvent quelque 200 millions de volailles (dont approximativement 10 millions ont été abattues).
- Samedi 1er avril 2006 : Selon le ministère de la Santé, un jeune aviculteur indonésien de 28 ans est hospitalisé, vivant et dans un état stable, à Padang (capitale de la province de Sumatra-Ouest), après que 250 de ses volailles sont brutalement mortes. Les premiers tests indiquent un virus H5N1, sous réserve de confirmation du laboratoire de référence pour l’OMS à Hongkong.
- Lundi 8 mai 2006 : L’OMS confirme un 25e décès (Tangerang, un homme de 30 ans qui habitait la banlieue de Jakarta, mort le 26 avril 2006, tombé malade après avoir eu des contacts avec des volailles malades. Les analyses ont confirmé le H5N1 le 7 mai 2006. 
 Deux morts suspectes sont signalées par les médias, dans le même hôpital (Adam Malik) de la ville de Medan, portant à 6 le nombre de morts avec symptômes de grippe aviaire :

1. Raphael, 8 ans, mort samedi 13 mai 2006 à minuit et
2. Brenita Karo-karo, 18 mois, mort dimanche 14 mai 2006 soir sur l'île de Sumatra, après une hospitalisation pour fièvre élevée, confirmé mort d’un virus H5 dimanche 14 mai. 
Plus tôt dans la semaine, des tests avaient montré que quatre autres membres de sa famille étaient déjà mort du virus dans la même famille du village de Tanah Karo (Sumatra). Huit autres membres de la famille sont aussi malades et suspectés d'avoir contracté le H5N1.

Ces cas groupés (cluster) sont étudiés pour voir s’il y a éventuelle mutation du virus l’ayant rendu plus contagieux.
À ce jour, l’OMS a confirmé 25 morts pour 33 malades dans ce pays, mais la surveillance des zones reculées est limitée et des cas pourraient ne pas avoir été repérés..
Crainte de transmissions interhumaine : elle est renforcée par le nombre important de cas rapprochés et parce que selon certaines sources, le virus n'aurait pas été trouvé parmi les poulets et autres animaux du village (AP, 14/05/06), mais selon d’autres « tous étaient entrés en contact avec des poulets et des cochons contaminés près de leurs domiciles » (ATS, repris par Edicom suisse / Suspect Sumatra H5N1 Cluster Raises Pandemic Concerns / Recombinomics Commentary, May 10, 2006. 
Cette situation de cluster (cas groupés humains de malades (jeunes) du H5N1) à Sumatra doit être étudiée, car elle pourrait être indice d’augmentation du risque pandémique. Tous les cas groupés antérieurs ne concernaient que 2 ou 3 personnes, souvent d’une même famille ou fratrie, et en Indonésie, ils étaient tous situés autour de Jakarta. Ici, nous sommes au Nord de Sumatra, et il y a 8 personnes concernées. C'est le plus important cas groupés en Indonésie et au monde (sous réserve de confirmation par les analyses) depuis que le H5N1 a été repéré (tous les diagnostics faits à Jakarta ont à ce jour été confirmés par l'OMS). Ces 8 personnes sont tombées malades les unes après les autres et non en même temps comme si elles avaient été contaminées par une même source aviaire. Les morts se sont également échelonnées dans le temps (4, 9, 10, 12 et 13 mai 2006 pour les 5 premiers cas)
La maman meurt le 4 mai, son fils le 9 mai et un autre membre de famille le 10 mai.
Un délai de 5 à 10 jours entre le cas initial et les autres cas initiaux semble caractéristique d’une transmission interhumaine du H5N1.
En Indonésie, environ 2/3 des cas sont liés à la famille, et le plus souvent il a fallu 5 à 10 jours pour la supposée contagion. Le fait que 8 personnes soient ici touchées est-il le signe que le virus ait muté et soit devenu plus transmissible ?
De plus, le 14 mai 2006, la presse locale annonce aussi qu’une infirmière qui a soigné des patients grippés est malade avec les symptômes d’une grippe aviaire, mais elle aurait eu de premiers symptômes avant de traiter les malades. Elle et d'autres dans ce village sont testés pour le H5N1.
Crainte d’extension plus au sud et dans les îles voisines.
- Lundi 15 mai, Laurence J. Gleesen de l’ONU/FAO (Directeur régional du Centre d'urgence pour le contrôle des maladies transfrontalières) explique à la presse à Jakarta en marge de la conférence régionale FAO pour l’Asie et le Pacifique, que le H5N1 avait déjà en avril 2006 atteint des volailles de la province indonésienne de Papouasie, près de la frontière avec la Papouasie-Nouvelle-Guinée, ce qui laisse augurer que d’autres pays et îles du Pacifique pourraient être infecté (hors Australie qu’il estime mieux protégée des déplacements incontrôlés de biens et personnes). Selon L.J. Gleesen, le H5N1 y a « certainement » été transporté par des volailles et/ou des sous-produits avicoles.
- Jeudi 25 mai 2006 : Le ministère de la Santé annonce qu’une fillette de 10 ans originaire de Bandung est bien morte du H5N1, sous réserve de confirmation OMS. Source : Nyoman Kandun, Office indonésien de surveillance des épidémies contagieuses.
- Vendredi 26 mai 2006 : un frère (18 ans) et une sœur(10 ans) morts il y a quelques jours dans l'ouest de l'île de Java sont bien morts du H5N1, selon les autorités du pays (sous réserve de confirmation par l’OMS. À ce jour 33 morts du virus sont confirmés par l’OMS en Indonésie (sur 124 dans le monde, soit 26,6 % du total).
- Samedi 27 mai 2006 ; à 5h54 locales (23h54 GMT), un violent séisme (magnitude 6,3) tue plus de 4 600 personnes, en blesse environ 20 000 blessés et fait 200 000 sinistrés (1er bilan) au centre de l’ile de Java, un an et demi après le tsunami.

* L’épicentre localisé à 33 km de profondeur est proche du volcan du Merapi qui crache depuis quelques semaines, modifiant la météo jusqu’à grande distance. La région touchée est celle de la ville de Yogyakarta au cœur d’une région très peuplée. Sur les littoraux, la peur d'un tsunami a précipité les habitants dans les rues.
* Les dégâts matériels sont énormes, y compris pour les infrastructures sanitaires et hospitalières débordées. Volailles et cochons errent hors de poulaillers détruits, des milliers de gens ne veulent pas dormir dans les maisons épargnées, par crainte de répliques du séisme, le principal aéroport est bloqué, piste endommagée et hall effondré. L'électricité et les communications sont localement coupées, dont pour la région de Bantul ou dès samedi des responsables locaux appelaient à l’aide, alors que le gouvernement n’avait pas fait appel à l’aide internationale.
- Dimanche 28 mai 2006 : un homme (29 ans) mort le 19 mai 2006 est bien mort du H5N1 confirme l’OMS (35e mort officiel), a annoncé dimanche l'Organisation mondiale de la santé (OMS) qui ajoute que 2 autres personnes sont hospitalisées avec le virus : un homme de 18 ans de Surabaya (connurbation de 5 millions d’habitants, à l’Est de Java) et un autre de 43 ans de Jakarta (ouest de Java).

* L’archipel et les 6 000 îles habitées manque d'infrastructures sanitaires et agro-vétérinaire et vient pour partie d’être touchée par un violent séisme.
- Jeudi 1er juin 2006 ; Le labo référence OMS de Hong Kong estime que le H5N1 indonésien humain est du même groupe que celui détecté sur les volailles et selon les informations disponibles il n’aurait pas muté de manière « importante » pour s’humaniser. Le Dr CA Nidom MS, chercheur sur la grippe aviaire, pense néanmoins qu’il y a bien eu plusieurs cas préoccupants de transmission interhumaines en Indonésie.
- L’OMS confirme aussi un 37e mort, un Indonésien de 18 ans, mort le 23 mai 2006 dans un hôpital à Bandung (capitale de la province de Java-ouest),
- Jeudi 1er juin 2006 : Une fillette de sept ans meurt. Originaire du district de Tangerang, dans la province de Bante, malade depuis le 26 mai, hospitalisée le 30 mai. ce cas sera confirmé par l’OMS le 17 juin 2006 (50e confirmé par OMS dans le pays) ;

Son frère de 10 ans était mort le 29 mai dernier d'une maladie respiratoire mais, aucun échantillon n'avait été prélevé pour des tests et il est de fait impossible de déterminer la cause de son décès. Des poulets seraient morts dans le foyer des enfants et le voisinage avant l'apparition des symptômes. Les tests de laboratoire effectués sur les membres survivants de la famille et les proches contacts n'ont pas révélé d'autres cas.
- Jeudi 1er juin 2006 : Une fillette (8 ans) meurt. Elle était originaire d'une ville de la banlieue de Djakarta. Le lendemain, le ministère de la santé évoque le H5N1 au vu des tests préliminaires. Le 6 juin la presse occidentale est informée. (38e mort et 51e victime si confirmation OMS)
- Vendredi 2 juin 2006 : Le H5N1 poursuit son extension : il a fait officiellement 37 morts, dont 26 pour les 5 premiers mois de 2006. Il est suspecté pour la mort de deux jeunes de Tangerang (banlieue de Jakarta), qui habitaient à une centaine de mètres d’un élevage de volaille (selon Detikcom).

Sous réserve de confirmation OMS, 2 enfants âgés de 7 et 15 ans sont morts cette semaine portant à 36 le nombre de morts en Indonésie ; un adolescent de 15 ans mort à Bandung (Java-ouest), et une fillette de 7 ans, dont le frère de 10 ans est mort mardi 30 mai 2006 (sans prélèvement permettant un diagnostic) à Pamulang (SW de Jakarta), ce qui fait craindre une contamination interhumaine, d’autres foyers familiaux de la ayant été démontrés avec des morts au sein de mêmes fratries. Le 2 juin, la presse locale évoquait aussi le cas suspect d’une infirmière présentant les symptômes d’une forte grippe.
- Samedi 3 juin 2006 : à Java (Indonésie), on estime qu’il y a eu, à la suite du tremblement de terre, 5 800 victimes, 54 000 foyers détruits imposant un déplacement de populations d’environ 200 000 personnes, augmentant le risque de diffusion de la grippe aviaire. Les répliques du séisme ont continué toute la semaine, avec une forte secousse samedi matin qui font que les gens hésitent à dormir dans les bâtiments qui ont résisté.. Alors que la province d'Aceh, touchée par le tsunami (décembre 2004) commence à peine à se reconstruire, l'ONG humanitaire britannique Merlin alerte sur le fait que parmi les 647 000 sinistrés, 6 jours après le séisme (1er bilan = 6 234 morts + 30 000 blessés), nombreux sont ceux qui se réfugient dans des poulaillers, couverts de fiente de volaille, par ex une centaine de personnes à Pundong (région de Bantul, touchée par la grippe aviaire). Le plus souvent ils s’abritent sous des bâches de plastique, mais manquent d’eau courante et de WC (les excréments humains pourraient aussi être un vecteur de contamination du H5N1). Plusieurs foyers de H5N1 ont été signalés autour de la zone du séisme.
- Mercredi 14 juin 2006 : un adolescent de 14 ans (Ibrahim Ahma) est hospitalisé à Jakarta et meurt le jour même. Le H5N1 sera confirmé par l’OMS le mardi 20 juin. Il aurait approché des oiseaux morts.
- Vendredi 16 juin 2006 (New York Times) : des tests négatifs sur un enfant de 7 ans pour des échantillons nasal et buccaux se sont avérés positifs pour le H5N1 lorsqu’ils ont été pratiqués sur des échantillons de poumons de l'enfant mort. La même erreur de diagnostic avait été faite en Turquie pour le 1er cas humain. Le H5N1 semble capable de se développer dans le poumon profond, ce qui explique sa faible contagiosité, mais seuls les tests sanguins devraient alors être considérés comme de bonnes preuves de non contamination. Il faut cependant le temps que les anticorps y apparaissent.

* Mercredi 21 juin 2006 : Des experts internationaux sont réunis à Jakarta pour 3 jours, avec l’objectif de comprendre la persistance de la grippe humaine et animale aviaire en Indonésie, avec l’OMS, à la demande du Comité national indonésien de Lutte contre la Grippe aviaire et de l'association « Préparation à la Pandémie de Grippe » et de Komnas (commission pour la protection des droits de l’homme). Les ministères du pays débattront avec les agences de l’ONU dont l'UNICEF, les CDC des États-Unis, des français (Epicentre), l'Université de Hong Kong et l'Institut national japonais des Maladies infectieuses).
* Vendredi 23 juin 2006 : l'OMS conclut de ses études entamées le 17 mai à propos du « cluster familial » groupant de huit cas humains dont 7 sont décédés, qu'il s’agit d'une transmission interhumaine, mais néanmoins « limitée, localisée et non prolongée ». La transmissibilité du virus n’a pas augmenté ajoute l'OMS.
* Mardi 11 juillet: Des poulets meurent à Mimika à Sulawesi, mais la presse n'en parle pas et le H5N1 ne sera identifié que le 8 aout 2006.
* Dimanche 16 juillet 2006 : un homme de 44 ans est décédé en Indonésie d'une infection du virus H5N1 de la grippe aviaire, ont déclaré les autorités. 
* Si cette cause de décès était confirmée par l'Organisation mondiale de la santé, il s'agirait au moins de la 42e victime humaine de la grippe aviaire en Indonésie. Le pays deviendrait alors le plus touché du monde par le virus, avec le Viêt Nam.
* L'homme est décédé le 12 juillet. Il habitait la banlieue est de la capitale, Djakarta, et aurait selon les autorités été en contact avec des volatiles.
- Mardi 1er août 2006 : environ 300 poulets morts trouvés à l'ouest de Bali la semaine précédente ont été testés positifs au virus H5N1 de la grippe aviaire,
- (source : I Gusti Ngurah Sandjaja responsable indonésien de santé animale du district de Jembrana dans l'extrême-ouest de l’île touristique de Bali). Début 2006, de nombreux oiseaux et volailles domestiques avaient été trouvés morts sur l'île de Bali.
- Le Département indonésien de la Santé avait, selon lui, fait abattre un grand nombre de volailles.
- Mercredi 2 août 2006 : (sous réserve de confirmation par des tests sanguins)
- Le pays déclare 7 nouveaux malades hospitalisés (dont au moins 3 enfants) suspectés d’avoir été infecté par le H5N1 après un contact avec des poulets. Ils proviennent de deux nouveaux foyers d’un même village de l'île indonésienne de Sumatra.
- Mardi 8 août 2006 : Sous réserve de confirmation par de nouveaux tests, deux jeunes Indonésiens de 16 ans, ont succombé au virus de la grippe aviaire ce qui porterait à 44 le bilan total des morts dans le pays.
- Une adolescente de 16 ans hospitalisée le 4 août ans et morte mardi 7 aout 2006 à l'hôpital Sari Asih de Tangerang, à l'ouest de Jakarta alors qu’elle devait être transférée à Jakarta dans un service spécialisé.
- Megi Saputra, adolescent de 16 ans est mort lundi 6 aout. Il a été inhumé le 7 aout près de chez lui, à Bekasi. On a d’abord, durant 4 jours, cru à une fièvre typhoïde. Il pourrait avoir été en contact avec des poulets malades près de la maison où il vivait avec ses parents et sept frères et sœurs.
- Le H5N1 a été identifié en laboratoire le 19 juillet, mais ce n'est qu'en aout que la presse relaye l'information.
Le H5N1 est pour la première fois identifié en Papouasie, et plus précisément dans le kabupaten de Mimika ; la plus orientale de l'Indonésie, près de la Papouasie-Nouvelle-Guinée et à 3 000 km (1 800 milles) de Jakarta. Ceci porte à 28 le nombre de Provinces touchées sur les 33 de l'archipel indonésien. Trois poulets étaient positifs au H5N1 sur 30 poulets testés à la suite d'une mortalité brutale de volailles la seconde semaine de juillet dans une ferme locale (le délai d’obtention des résultats a été de 3 semaines). Plusieurs centaines de poulets ont été abattus, et la zone fait l'objet de désinfections. Le transport de la volaille hors de Mimika est interdit. (Source :Alexandre Radjasa Pintadewa, chef du bureau de production animale de la Papouasie). La presse accuse le gouvernement d’avoir préféré pour de raisons d'économie financer la vaccination des volailles plutôt que des abattages sanitaires.
Le rapport de signalement à l'OMS ne sera envoyé que le 22 août 2006, L’Indonésie y signale qu’un H5N1 HP a été identifié identifié dans le kabupaten de Mimika de la province de Papouasie (Indonésie) dans 4 villages Inauga (3 poulets morts, 57abattus), Timika Jaya (40 poulets morts, 174 abattus), Pasar Swadaya (50 poulets morts, 148 abattus), et Wonosari Java (51 poulets morts), la date de début de l’incident étant le 10 juillet 2006 dans les 4 cas (au total, 200 cas identifiés sur 48 000 oiseaux « sensibles ».
- Mercredi 9 août 2006, Bali achète des tests de détection rapide du H5N1.
- Samedi 12 août 2006 : l’indonésien de 17 ans de la région de Garu (Java-Ouest) hospitalisé pour fièvre et pneumopathie était bien infecté par le H5N1, confirment le ministère de la santé et une unité de recherche médicale de la marine américaine (NAMRU)
- Lundi 14 août 2006 : Dans la Province de Java Ouest : Umar Aup hospitalisé vendredi 11 août 2006 et testé positif au H5N1 est sorti le lendemain samedi 12 août bien qu’encore gravement malade ; emmené par sa famille qui préférait le soigner dans le village avec des prières et des médecines traditionnelles. Un de ses cousin était mort la semaine précédente avec les symptômes du virus H5N1, sans avoir été testé. Le Dr Eka Sony, du ministère de la Santé, qui enquête sur ce cas et est allé voir l’adolescent le 13 août chez lui. L’équipe médicale se dit très frustrée de n’avoir pas pu convaincre la famille d’hospitaliser l’enfant. Selon le Djakarta Post, le père estime avoir le droit de choisir le traitement de son fils, quels que soient les risques. Les voisins auraient rapporté qu’Umar Aup et son cousin avaient ramassé environ 100 poulets soudainement morts la semaine précédente, et qu’ils ont nourri des chiens avec (il aurait été prudent d’isoler et tester ces chiens).
Un journaliste indonésien cite cet exemple pour illustrer le défi que doit relever le personnel sanitaire face au H5N1 en Indonésie. Des rumeurs évoquent de nombreux malades ou morts qui n’auraient pas été testés pour le H5N1 dans cette zone et dans le pays.
Mi-août 2006, l’Indonésie se défend contre les critiques locales et internationales qui l’accusent de réagir avec trop de faiblesse. Après avoir conservé ses données sur le virus l’Indonésie vient de communiquer 91 séquences génétiques virales (aviaires) au laboratoire australien référent de la FAO de Geelong. Et selon le ministre Aburizal Bakrie (responsable de l’aide sociale), bien que le gouvernement n’ait pas reçu l’argent promis par les pays étrangers et les Agences internationales, il a quand même fait tuer près de 29 millions de poulets et vacciné 268 millions d'autres depuis 2004.
Plusieurs articles (dont du Washington Post du 9 août 2006) relèvent un flou sur les subventions attribuées et/ou reçues par ce pays, l’origine des fonds d’indemnisations locaux n’étant pas claire, pas plus que la part des 331 millions $ d’aides que l’ONU aurait pu ou dû orienter vers l’Indonésie, sachant qu’il semble que les pays donateurs réunis à Pékin n’ont pas à cette époque honoré toutes leurs promesses. Il est possible que le risque de corruption ait freiné l’arrivée d’une aide internationale..
- Jeudi 16 août 2006 Alors que 3 autres poulets sont annoncés avoir été testés positifs au H5N1, l’Indonésie (puis l’OMS le 17 août) annoncent la mort d’Ai Siti Amanah, fillette de 9 ans dans le gros bourg très isolé de Cikelet (prononcer Tchikelet).
45e victime du pays, Ai Siti Amanah est tombée malade le 1er août, a été hospitalisée le 14 et est morte le 15. Des poulets étaient tombés malades peu avant dans sa maison. Un virus IA H5N1 HP a été détecté par un laboratoire local, puis confirmés par un laboratoire américain (NAMRU ?)en Indonésie. Étant donné le délai d’incubation du H5N1, l’OMS écarte a priori l’hypothèse d’une transmission inter-humaine (l’incubation est généralement de 5 à 7 jours, mais elle peut exceptionnellement durer jusqu’à 17 jours, sachant aussi que le malade est contagieux en moyenne 1 à 2 jours avant les premiers symptômes et 5 à 10 jours après). Elle était voisine du garçon de 17 ans (en convalescence), cas précédemment signalé, dont le cousin est mort, probablement du H5N1 aussi. De plus, un garçonnet est mort dans ce village, inhumé avant que des tests aient pu être pratiqués. Dans 3 hameaux proches, des rumeurs font état d’autres morts inexpliquées, cas qui sont investigués par des spécialistes avec l’OMS alors que des relais sanitaires s’installent dans quelques hameaux.
- Vendredi 18 août 2006 : Par précaution, une fillette de six ans, et une femme de 35 ans (Euis Lina) originaires de Cikelet et victimes de fièvres élevées sont transportées dans un service de soins intensifs, jeudi 17 août 2006. Le ministère de la Santé enquête sur une éventuelle transmission interhumaine.
- Samedi 19 août 2006 : un garçonnet de 5 ans est hospitalisé avec des symptômes de grippe aviaire.
- Dimanche 20 août 2006 : le Gvt annonce qu'Euis Lina est morte le jeudi 17 août 2006 juste après son arrivée à l'hôpital et que les tests ont mis en évidence le H5N1 dans son organisme, en faisant la 46e victime humaine, et 59e cas humain du pays. Les premiers symptômes dataient du 8 août. Par la presse, on apprend que sa fille de 9 ans était morte une semaine avant, également avec les symptômes de la grippe aviaire, mais on lui avait diagnostiqué le typhus (ou typhoïde selon les sources), sans qu'aucune analyse n'ait été pratiquée. Étant donné le délai d'incubation, il pourrait s'agir d'une contamination inter-humaine par le H5N1.
- Cikelet apparaît peu à peu comme ayant été très touché par le virus H5N1 qui aurait pu y tuer jusqu’à 12 personnes fin juillet et début août, dont 5 mortes rapidement sans diagnostic ni échantillons (dans ces régions reculées, les tests sont rarement disponibles). Le nombre de cas suspects est porté à 18 le 21 août 2006.
- Une petite fille morte aurait notamment pu infecter son frère et son cousin, mais l’OMS n’a pas retenu ce cas comme suspicion de transmission interhumaine faute d’analyse et d’échantillons.
- Le site  estime qu’il y a néanmoins de forts indices convergents évoquant des contagions inter-humaines (cf. coïncidence de lieux, proximité des malades et chronologie d’apparition des symptômes chez des proches, des voisins ou les membres de mêmes familles).
- le garçonnet de 5 ans hospitalisé samedi 19 août porte à 10 le nombre de cas suspects dans le village de Cikelet et de Cigadog (deux villages très isolés, qu’on ne joint que par des pistes et chemins difficiles, à +/* 130 k m au sud de Garut), faisant craindre un second foyer groupé (cluster), indice possible d’une mutation rendant le virus plus contagieux. L’enfant qui habitait le hameau de Rancamareme est le frère d'une fillette morte 15 jours avant, début août 2006 après des symptômes de grippe aviaire, mais qui n’a pas été testée pour le virus.
- Chez 10 des cas suspects, le virus n’a pas été détecté par les tests, mais ce peut être dû au fait que ces malades (seconde vague) ont tous reçu du Tamiflu (qui peut produire des faux-négatifs (normaux et fréquents si le test est fait 2 à 3 jours après le début du traitement). Des tests sérologiques pourront confirmer le H5N1 s’il est en cause, mais 2 à 4 semaines après l’infection seulement.
- 40 résidents ayant eu des contacts avec des malades ou suspectés de l’être subissent une analyse de sang. Selon le gouvernement, ils coopèrent volontiers. Du Tamiflu est préventivement donné à tous ceux qui souffrent de fièvre dans le village (20 août).
- C’est le début de la saison sèche en Indonésie, avec dans cette région des températures de 26 °C à plus de 30 °C théoriquement très défavorables à la survie du virus dans l’environnement. Ceci laisse penser que le virus dispose de moyens de résister à la chaleur (peut être passivement dans l'eau ?, ou chez un ou plusieurs autres réservoirs (escargot ?))
- Jeudi 17 août 2006 Nouveau variant à Garut ?
Le ministre de la santé annonce que le H5N1 détecté à Garut semble être un virus aviaire passé à l’homme, mais qu’il diffère des virus du cluster de karo et du foyer de Bekasi (prononcer Beukassi)(source : Media Indonésia on line)
- Du lundi 21 au 25 août 2006 : Le Gouvernement a distribué préventivement du Tamiflu à environ 2.400 personnes aux 4 grands hameaux de Cikelet (Ranca Salak, Ranca Mareme, Jojoh, and Sawah Bera), où 3 personnes au moins ont contracté le H5N1 (dont 2 sont morts) et où plus d’une dizaine de cas suspects ne sont toujours pas élucidés. 
200 ouvrages pédagogiques sur la grippe aviaire ont été envoyés à des écoles primaires, dans le cadre d’une campagne de sensibilisation et prévention.
- Lundi 21 août 2006 : L’enquête OMS conclut qu’il n’y a pas de preuves de transmissions interhumaines, et que l’épidémie semble induite par des manipulations de volailles malades ou mortes du virus, probablement importées d’une zone située hors du village. En effet, aucune mortalité anormale n’avait été observée avant fin juin 2006, époque à laquelle des poulets vivants ont été achetés dans un marché extérieur à ce sous-district pour préparer une fête religieuse. Ces poulets (+ canards ?) ont été intégrés dans les élevages locaux où ils semblent avoir eu le temps de contaminer des poulets locaux, qui ont été décimés par une flambée épidémique qui s’est propagée d'un hameau à l'autre pendant tout le mois de juillet et la première semaine d'août, bien que les hameaux soient parfois très distants les uns des autres.
- Mardi 22 août 2006 : L'OMS reçoit avec retard le rapport de signalement des premiers cas de Papouasie (voir ci-dessus à la date du 8 aout)
- Mercredi 23 août 2006 : Foyer aviaire, dans la seconde ville du pays ? ?
La presse locale (Javapos) évoque 5 poulets morts (jetés à la rivière) il y a une semaine, et sept autres il y a trois jours avec les symptômes de la grippe aviaire, issus dans élevage familial au nord de Surabaya, non loin de la mer sur l’ile de Java (Surabaya est une ville dense, la seconde du pays, abritant environ 4 millions d’habitants, auquel il faut ajouter un million de personnes environ dans les banlieues. (C’est à titre de comparaison une population deux fois plus importante que celle de Paris, ou 50 % de la population des huit départements de la région parisienne). La ville est en partie construite sur d’anciennes rizières et bordées de rizières. Mais comme toutes les volailles de cette région avaient été théoriquement vaccinées il y a 2 mois, les autorités locales estime qu’il est plus probable qu’il s’agisse de la maladie de Newcastle dont les symptômes sont identiques.
Nouveau cas humain suspecté ?
Mercredi 23 août, Au Nord de Sumatra dans la Province de Simalungun (non loin de Karo où huit personnes d’une même famille étaient déjà mortes du H5N) près de Medan, capitale régionale et 3e ville du pays avec 2,5 millions d’habitants, une femme (RL) de 35 ans a été hospitalisée (à Medan) avec les symptômes du H5N1, après que des poulets de son voisinage sont morts subitement et ont été testés positifs, ceci malgré les mesures préventives imposées dans cette région à la suite du foyer groupé de Karo.
Comme elle l’a fait dans la région de Garut, l’administration distribue du Tamiflu aux hôpitaux et cliniques dans la région (Regency) de Cirebon, Java-Ouest.
- à Cikelet ; 4 personnes sont toujours suspectées de grippe aviaire mais n'ont pas été hospitalisées car leur état s'améliore. Un autre malade a été hospitalisé à Bandung.
- à Garut ; deux nouveaux patients sont hospitalisés faisant passer à 20 le nombre de cas suspects de ce que certains experts évoquent comme un « cluster » (cas groupés).
- environ 30 millions de familles indonésiennes ont une basse-cour. Le 23 aout, l’État les incite à les maintenir propres avec l’espoir que le pays soit indemne du H5N1 d'ici 2008.
- à Bekasi : Un cas humain (mort) est confirmé le 23 août 2006 ; le 62e pour le pays ; une fillette de 6 ans, morte du H5N1 dans le district de jatiasih dans la Province de Java Ouest près de la capitale Jakarta. Tombée malade le 6 août, elle a été hospitalisée le 11 et semblait en voie de guérison (OMS)..

Rem : Recombinomics commente régulièrement l’actualité, notant que la séquence du virus trouvé chez l’humain à Bekasi diffère de celle trouvée chez les oiseaux morts en Indonésie. Ce qui pourrait signifier qu’il y ait une autre source de virus que l’oiseau (ou transmission interhumaine d’un virus muté ?), et l’une des malades (Nursifa) n’aurait pas eu de contact récent avec des poulets.
Budgets : Bayu Krisnamurti, chef de la task force indonésienne contre la grippe aviaire a dit le 24 août 2006 que le budget initial prévu par Jakarta serait réduit de $54.4m en 2006 à $46.5M (€39M, £24.5M) in 2007, alors que plus de 30 millions pourraient être libérés pour financer l’envoi de soldats indonésiens au Liban (avec remboursement de l’ONU à terme). Au même moment, la banque mondiale presse Jakarta de dépenser plus contre le H5N1 ; $36,5M d’aides internationales contre le virus avaient été promis à Jakarta en 2006 et $47M pour 2007. Des experts internationaux estiment cependant, qu’étant donné la dégradation de la situation, $250M seraient maintenant nécessaires par an en Indonésie (qui a enregistré près d’1/3 des 141 morts répertoriés en 3 ans)
Pollution : Les dernières semaines d’aout, de nombreux Malaisiens et Indonésiens portaient des masques, non contre la grippe, mais contre une immense brume permanente, constituée de fines particules émises par les incendies allumés pour détruire la forêt et la cultiver, ce qui est de plus en plus fréquent depuis 1998, notamment à partir des îles de Kalimantan et de Sumatra. Les satellites notent de fréquents nuages issus des incendies qui polluent toute l’Asie du Sud-Est (ex : www.nectec.or.th/haze/.) Vendredi 25 août 2006, le gouvernement annonce qu’il va tenter de provoquer des pluies artificielles en ensemençant les nuages de cristaux d’iode ou de glace. Les pollution est en forte augmentation en Indonésie, comme en Chine. Aurait-elle pu contribuer à affaiblir l’immunité des volailles et des hommes ? L’asthme, les allergies et les maladies respiratoires sont en nette augmentation dans les zones touchées. On sait de plus que cette brume permanente bloque les ultraviolets solaires qui ont un pouvoir désinfectant naturel. Inversement, dans ce nuage des composants nocifs peuvent apparaître, comme dans les smogs urbains (photochimie)
- Jeudi 24 août 2006 : Nouvelle suspicion de cas groupés (à Sulawesi)? (Sous réserve de confirmation par les tests et qu’il n’y ait pas d’erreur de traduction).
Trois enfants d’une même fratrie, et vivant dans la même maison du sous-sous quartier de Punggolaka, (Sous-district de Mandonga) de la ville côtière de Kendari (capitale de la province de Sulawesi du sud-est (Sulawesi, à l’Est de Bornéo) sont tombés malades les uns après les autres, avec les symptômes de grippe aviaire. Ceci peu après que les poulets d’un voisin sont brutalement morts par douzaines selon la presse locale. Le père (Ambo Sau) est chauffeur de taxi.

Les patients désignés par les symboles ou diminutifs sont :
1. Lis (17ans) [fille ?], la 1re à être tombée malade. Elle irait mieux et serait la seule à avoir été soignée (au 24 août),
2. AH(1an) n’ont pas été conduits à l’hôpital par manque d’argent.
3. Nur (5ans), qui est tombé malade après AH.

Source ; presse locale jeudi (24/8/2006), citant le Dr. Ridwan, de Kendari.
Symptômes : Forte fièvre, toux, difficulté respiratoire, myalgie, maux de tête + diarrhée chez l’un des enfants. Un des malades a le corps rouge et taché (des pétéchies peuvent résulter d'une infection par le H5N1 HP). S’il s’agit bien du H5N1, et que le délai entre chaque début de maladie était significatif, il pourrait s’agir d’un nouveau cas de transmission inter-humaine.
Parmi les faits préoccupants :
- Le métier du père (chauffeur de taxi) qui évoque des risques de transmission.
- Il ne semble pas que les poulets brutalement morts chez le voisin aient été testés
- D’après les indices disponibles, il pourrait éventuellement y avoir transmission interhumaine
- Les délais d’alerte, de soin et de traitement sont longs (Le 24, les enfants n’étaient ni testés ni hospitalisés et selon la presse locale, le chef du sous-sous-quartier (un groupe de quelques familles pauvres) en était à faire remonter au gouvernement local une demande en faveur de la gratuité des soins qui peut être accordée aux familles pauvres.
- Il semble que le journaliste ait pu avoir un contact direct avec la famille,
- Il semble que l'hôpital public régional (RSUD) de la province du sud-est de Sulawesi traitait déjà d’autres patients suspectés de grippe aviaire ()

Rem : la ville de kendari est portuaire, jouxte un aéroport et est l’aboutissement d’un axe routier principal est-ouest sur l’ile de Sulawesi. La zone est à haut risque sismique et de tsunami (C’est la zone où se connectent 3 plaques (Pacifique, Philippines, Indo-Australie) et le bloc de Sunda (qui se meut indépendamment de l'Eurasie). La province Sulawesi du Sud-Est comptait 1.771,951 million d’habitants en 2000 (Southeast Sulawesi). On a aussi rapporté à Sulawesi centre (région de Palu) une mortalité importante de poulets.
- Début septembre des équipes de sensibilisation et des émissions radio tentent d'éduquer les villageois sur la grippe ; les consignes sont de surveiller les oiseaux, signaler les morts suspectes, d'encager les poulets, loin de la maison, de désinfecter les poulaillers régulièrement et de brûler toutes les crottes.
- 13 novembre 2006 : 2 nouveaux cas sont annoncés, hospitalisés à Jakarta ; un enfant de 2 ans et 1/2, venant de Kerawang (Java-Ouest), mort lundi matin après 3 jours d'hospitalisation, et une femme de 35 ans venant de Tanggerang (banlieue de Jakarta), qui ne semble pas avoir eu de contacts avec la volaille. Ces victimes portent le nombre de morts à 56 pour 74 contaminées. Le H5N1 sera évoqué par George W. Bush qui doit rencontrer le président indonésien Susilo Bambang Yudhoyono, le 20 novembre à Bogor.

### 2007
Au 13 mai 2006, le H5N1 a touché 11 des 23 provinces du pays. Les bovins sont chers, peu nombreux et habituellement maigres dans un pays où la majorité des habitants étant musulmans, on mange peu de porc. Traditionnellement, les Indonésiens mangent donc plutôt de la volaille. Ceci explique que les campagnes d'abattages de poulet dans la capitale (officiellement touchée par le H5N1 depuis 2003) et dans ses ceintures de banlieues n'ont pas été totalement suivies d'effet.
En octobre, il y avait 88 morts du H5N1 dans le pays, le plus touché par le H5N1 au monde en nombre de morts et par le pourcentage de malades qui meurent. Mercredi 8 août 2007, le Gouvernement disait respecter les recommandations de l’OMS en vaccinant les volailles, en abattant les poulets et oiseaux infectés dans un rayon d'1 km autour des foyers, mais selon le Jakarta Post, les impacts aviaires du H5N1 sont sous-estimés dans le pays. 500 000 poulets au moins seraient ainsi probablement morts dans la capitale et sa banlieue de janvier à juillet 2007 selon le journal, beaucoup n’ayant pas été déclarés par leur propriétaire ni par les services sanitaires qui manquent de personnel. Le journal cite Heru Setijanto, vétérinaire à lInstitut de l'agriculture de Bogor selon qui les cas déclarés pourraient n’être qu’une partie de l’iceberg, expliquant que « Des poulets meurent partout. Le problème est que ces morts ne sont pas rapportées » Le 6 août 2007 (communiqué AFP), David Heymann (Directeur général adjoint de l'OMS chargé des maladies transmissibles) a accusé l’Indonésie de mettre sa propre population et celle du monde en danger en ayant bloqué le don gracieux d’échantillons récents de ses virus H5N1, nécessaires à la mise au point de vaccins adaptés aux mutations régulières du virus. L’Indonésie s’est défendue en expliquant que les pays pauvres, les plus touchés doivent donner gratuitement leurs échantillons, mais que les vaccins leur sont ensuite vendus à des coûts prohibitifs par l’Industrie pharmaceutique. Ce pays avait en mai 2007, annoncé avoir à nouveau fourni à un laboratoire référent de l'OMS à Tokyo trois échantillons de virus, par « solidarité». Mais selon M. Heymann, les trois échantillons ne contenaient aucun virus et deux d'entre eux avaient été prélevés sur la même personne. Les membres de l'OMS doivent en novembre 2007 fixer de nouvelles règles à ce sujet. Selon D Heymann, la Chine a bien communiqué en juin des échantillons de H5N1 et le Viêt Nam veut le faire, mais ses envois ont été bloqués pour raisons de sécurité.
- Lundi 22 janvier 2007 : 62e mort de la grippe aviaire, c'est la cinquième personne morte de la grippe aviaire depuis le début de l'année
- Mercredi 24 janvier 2007 : le Ministère de la Santé indonésien confirme un nouveau cas humain de H5N1 dans la province de Java-Ouest. Les symptômes datent du 11 janvier chez cette femme de 26 ans, quelques jours après qu'elle a tué des poulets malades. Elle est morte 8 jours après à l'hôpital (le 19 janvier).
- Samedi 3 février 2007 : l'OMS confirme 81 cas humains repérés dans le pays dont 63 ont été mortels.
- Dimanche 11 février 2007 : Une femme âgée de 20 ans soignée dans un hôpital de la province de Java a été révélée positive au virus de la grippe aviaire, a indiqué dimanche un responsable de la santé à Jakarta.
- Vendredi 16 mars 2007 : Une jeune femme de 20 ans se trouvait dans un état critique lundi 12 mars à la suite d'une infection par le virus H5N1 et se trouve dans un état critique dans un hôpital de Java qui a confirmé le diagnostic dimanche.
- Mercredi 4 avril 2007 : Une jeune femme de 23 ans, atteinte du virus H5N1 HP est décédée dimanche dans un hôpital de Jakarta. Si ce cas est confirmé par l'OMS alors l’Indonésie aura son 72e cas de décès dans le pays depuis l'apparition du virus soit 9 cas de plus que l'OMS a officiellement déclarés (81 cas pour 63 décès).
- après une période non suivie ici..
- Samedi 12 mai 2007 : Nerpi Sitinjak, Indonésienne de 26 ans, de la région de Percut Sei Tuan, après 3 jours de soins à l'Hôpital Adam Malik Haj (le H5N1 a été identifié par un test le 8 mai) est morte du H5N1 dans le district de Deli Serdang (province de Sumatra du Nord), portant à 76 le nombre de morts déclarés dans le pays. C'est le 1er cas mortel humain repéré dans cette région en 2007 (Mais en 2006, 6 cas suspects d'une même famille de Sumatra du Nord, avaient été soignés dans cet hôpital, un seul a guéri).
- Mercredi 22 mai 2007 : Une enfant de cinq ans hospitalisée à Solo(province de Java-Centre) pour des symptômes grippaux, après avoir eu des contacts avec des poulets malades, est morte du H5N1, cinq jours après (le 17 mai).
- mardi 12 juin 2007 : Des experts des États-Unis et indonésiens réunis à Jakarta pour une conférence sur la vaccination contre la grippe aviaire appellent les organismes ad hoc à étudier de manière urgente pourquoi et comment les souches de H5N1 ont muté en Indonésie, afin de produire un vaccin adéquat. Widya Asmara (centre de recherches biotechnologiques de l'université de Gadjah Mada), estime que des indices laissent penser que plusieurs souches virales ont géographiquement changé, dans plusieurs régions, et qu’il est urgent d’étudier ce changement qui pourrait nécessiter la production d’un nouveau vaccin. L'Indonésie (pays le plus affectée avec 79 morts) a maintenant 12 vaccins enregistrés pour la grippe aviaire, qui produisent un niveau élevé d'anticorps selon l'OMS.
Les services d'hygiène ont vacciné des dizaines de millions de poulets dans l’archipel, mais sans avoir éradiqué le virus, alors que plus de 32 millions de familles élèvent des volailles en basse-cour. (Source : Xinhua)
- Ce même jour, Mr. Yatino, agriculteur de 28 ans hospitalisé le 11 juin est mort du H5N1 (le 80e) dans la province de Riau à l'hôpital Arifin Achmad à Pekanbaru (chef-lieu de la province). Il aurait mangé de la viande de poulets malades chez lui, dans le district (ou régence) de Indragiri Hulu (source site Detikcom).
- Mercredi 16 juin 2007 : Un homme (29 ans) du centre de l'île de Sumatra, hospitalisé le 11 juin pour des symptômes apparus après qu'il a eu un contact avec trois de ses cinq poulets morts brutalement (il a mangé un de ceux qui n'étaient pas morts), est mort du H5N1 (80e mort).
- Dimanche 8 juillet 2007 : Une fillette de 6 ans meurt du H5N1(81e cas). Selon le ministère de la Santé indonésien, elle ne semble pas avoir eu de contact avec des oiseaux ou volailles malades, mais aurait pu avoir été contaminée via le sol de l’école près de laquelle des oiseaux avaient été trouvés malades
- Dimanche 15 août 2007 : une Indonésienne de 29 ans est morte du H5N1 dans un hôpital de Bali (1er cas humain mortel reconnu sur l'île).
- Jeudi 16 août 2007 : L'État annonce la mort mardi 14 août 2007 d’une adolescente de 17 ans, originaire du centre de Java, mais travaillant à Tangerang (ouest de Djakarta), du H5N1 sur l'île de Java (83e décès dans le pays). Une forte fièvre et des difficultés respiratoires avaient touché la jeune fille la semaine précédente. Il n'y avait pas de volailles élevées dans son quartier.
- Mardi 9 octobre 2007 : Une femme de 44 ans de l'île de Sumatra meurt du H5N1.
- Samedi 13 octobre 2007 : Un adolescent de 12 ans meurt du H5N1 dans un hôpital de Jakarta, où il avait été transféré après avoir été hospitalisé à Tangerang (banlieue de Jakarta). C'est le 88e mort détecté dans le pays. L'enquête a montré qu'il avait été en contact avec des volailles mortes près de son école.